# Mercedes-Benz autók listája

## 1930-as évek
- 170V 1935-1950
- 770 (Grosser)
  - W07 1930-1938
  - W150 1938-1943

## 1940-es évek
- 300SL 1942-1963

## 1950-es évek
- 180 1957-1962
- 190 1959-1963

## 1960-as évek
- 190c 1962-1965
- 230 1965-1966
- 200 1966-1968
- 200D 1966-1967
- 230 1968-1972
- 250 1968-1972

## 1970-es évek
- 280 1972-1976
- 280C 1973-1976
- 300D 1975-1976
- G osztály 1979-napjainkig

## 1980-as évek
- 190 1983-1993

## 1990-es évek
- C osztály 1993-
- E osztály 1995-
- A osztály 1997-
  - W168 1997–2004
  - W169 2004-
- M osztály 1998-
  - W163 1998–2005
  - W164 2006-
- Vaneo 1997-2004
- CLK 1998-

## 2000-es évek
- B osztály 2005-
- S osztály
- CLS
- SLK
- CL 2000-
- SL
- SLR McLaren

## 2010-es évek
- X osztály 2017-

Hivatkozás címe